# Trioserica lepichaeta
Trioserica lepichaeta är en skalbaggsart som beskrevs av Moser 1922. Trioserica lepichaeta ingår i släktet Trioserica och familjen Melolonthidae. Inga underarter finns listade i Catalogue of Life.